# Lista de prefeitos de São José (Santa Catarina)
Esta é a lista de prefeitos e vice-prefeitos do município de São José, estado brasileiro de Santa Catarina

## Período monárquico
| Nº | Nome                                                                          | Início do mandato       | Fim do mandato          | Observações                             |
| 1  | João Vieira da Rosa                                                           | 1º de março de 1833     | 1º de agosto de 1834    | Presidente da Câmara Municipal          |
| 2  | João Vieira da Rosa                                                           | 2 de agosto de 1834     | 15 de janeiro de 1836   | Presidente da Câmara Municipal          |
| 3  | Vicente Paulo de Oliveira Vilas Boas                                          | 16 de janeiro de 1836   | 31 de dezembro de 1838  | Presidente da Câmara Municipal          |
| 4  | Tenente-Coronel Luís Ferreira do Nascimento e Melo                            | 1º de janeiro de 1839   | 31 de dezembro de 1840  | Presidente da Câmara Municipal          |
| 5  | Tenente-Coronel Luís Ferreira do Nascimento e Melo                            | 1º de janeiro de 1841   | 18 de outubro de 1842   | Presidente da Câmara Municipal          |
| 6  | Major Silvestre José dos Passos                                               | 19 de outubro de 1842   | 6 de fevereiro de 1844  | Presidente da Câmara Municipal          |
| 7  | Tenente-Coronel Luís Ferreira do Nascimento e Melo                            | 7 de fevereiro de 1844  | 4 de junho de 1846      | Presidente da Câmara Municipal          |
| 8  | Manuel Joaquim Teixeira                                                       | 5 de junho de 1846      | 1º de novembro de 1848  | Presidente da Câmara Municipal          |
| 9  | Tenente-Coronel Luís Ferreira do Nascimento e Melo                            | 2 de novembro de 1848   | 12 de dezembro de 1852  | Presidente da Câmara Municipal          |
| 10 | Coronel Joaquim Xavier Neves                                                  | 13 de dezembro de 1852  | 21 de janeiro de 1857   | Presidente da Câmara Municipal          |
| 11 | Padre Macário César de Alexandria Sousa                                       | 20 de janeiro de 1857   | 14 de fevereiro de 1861 | Presidente da Câmara Municipal          |
| 12 | Joaquim Lourenço de Souza Medeiros                                            | 15 de fevereiro de 1861 | 31 de dezembro de 1864  | Presidente da Câmara Municipal          |
| 13 | Francisco da Silva Ramos                                                      | 1º de janeiro de 1865   | 6 de janeiro de 1868    | Presidente da Câmara Municipal          |
| 14 | Tenente-Coronel Luís Ferreira do Nascimento e Melo                            | 7 de janeiro de 1868    | 2 de agosto de 1869     | Presidente da Câmara Municipal interino |
| 15 | Joaquim de Sousa Lobo Albino José Vieira                                      | 2 de agosto de 1869     | 12 de junho de 1872     | Presidente da Câmara Municipal          |
| 16 | Tenente-Coronel Luís Ferreira do Nascimento e Melo                            | 12 de junho de 1872     | 5 de outubro de 1872    | Presidente da Câmara Municipal interino |
| 17 | Albino José Vieira                                                            | 6 de outubro de 1872    | 7 de janeiro de 1873    | Presidente da Câmara Municipal          |
| 18 | Coronel Gaspar Xavier Neves                                                   | 8 de janeiro de 1873    | 1º de dezembro de 1877  | Presidente da Câmara Municipal          |
| 19 | Tenente-Coronel Luís Ferreira do Nascimento e Melo                            | 2 de dezembro de 1877   | 4 de maio de 1881       | Presidente da Câmara Municipal          |
| 20 | Coronel Manuel Pinto Lemos Tenente-Coronel Luís Ferreira do Nascimento e Melo | 5 de maio de 1881       | 8 de julho de 1885      | Presidente da Câmara Municipal          |
| 21 | Joaquim Antônio Vaz                                                           | 9 de julho de 1885      | 27 de novembro de 1887  | Presidente da Câmara Municipal          |
| 22 | Manuel Gaspar da Cunha João Luís Ferreira de Melo                             | 28 de novembro de 1887  | 13 de julho de 1889     | Presidente da Câmara Municipal          |
| 23 | João Luís Ferreira de Melo                                                    | 13 de julho de 1889     | 7 de janeiro de 1890    | Presidente da Câmara Municipal          |

## Período republicano
| N° | Prefeito                                                              | Imagem                 | Partido                                      | Vice-prefeito                       | Partido                                          | Início do Mandato       | Fim do Mandato                                  | Notas | Ref.        |
| -- | --------------------------------------------------------------------- | ---------------------- | -------------------------------------------- | ----------------------------------- | ------------------------------------------------ | ----------------------- | ----------------------------------------------- | --- | ----------- |
| 1  | Bernardino Manuel Machado João Luís Ferreira de Melo Antônio Lehmkuhl |                        |                                              | Cargo Vago                          | -                                                | 8 de janeiro de 1890    | 31 de dezembro de 1891                          | Superintendente municipal                                                                                | [ 1 ]       |
| 2  | João Luís Ferreira de Melo                                            |                        |                                              | Cargo Vago                          | -                                                | 1º de janeiro de 1892   | 31 de dezembro de 1895                          | Superintendente municipal                                                                                |             |
| 3  | Francisco Adão Schmidt                                                |                        |                                              | Cargo Vago                          | -                                                | 1º de janeiro de 1896   | 27 de dezembro de 1899                          | Superintendente municipal                                                                                |             |
| 4  | Pedro Luís Demoro Augusto Lehmkuhl                                    |                        |                                              | Cargo Vago                          | -                                                | 28 de dezembro de 1899  | 31 de dezembro de 1902                          | Superintendente municipal                                                                                |             |
| 5  | José Vicente de Carvalho Filho                                        |                        |                                              | Cargo Vago                          | -                                                | 1º de janeiro de 1903   | 4 de fevereiro de 1907                          | Superintendente municipal                                                                                |             |
| 6  | Francisco Adão Schmidt José Antônio Vaz                               |                        |                                              | Cargo Vago                          | -                                                | 5 de fevereiro de 1907  | 31 de dezembro de 1909                          | Superintendente municipal                                                                                |             |
| 7  | Fulgêncio Vieira Borges Manuel de Oliveira Ramos                      |                        |                                              | Cargo Vago                          | -                                                | 1º de janeiro de 1910   | 26 de novembro de 1914                          | Superintendente municipal                                                                                |             |
| 8  | Carlos Napoleão Poeta Bernardino de Sena Vaz                          |                        |                                              | Cargo Vago                          | -                                                | 27 de novembro de 1914  | 20 de maio de 1918                              | Superintendente municipal                                                                                |             |
| 9  | Alcebíades Ramos Moreira                                              |                        |                                              | Cargo Vago                          | -                                                | 21 de maio de 1918      | 3 de agosto de 1922                             | Superintendente municipal                                                                                |             |
| 10 | Constâncio Krummel                                                    |                        |                                              | Cargo Vago                          | -                                                | 4 de agosto de 1922     | 10 de outubro de 1926                           | Superintendente municipal                                                                                |             |
| 11 | José Filomeno Nicolau Antônio Kretzer                                 |                        |                                              | Cargo Vago                          | -                                                | 11 de outubro de 1926   | 17 de novembro de 1930                          | Superintendente municipal                                                                                |             |
| 12 | João Luís Büchele Júnior                                              |                        |                                              | Cargo Vago                          | -                                                | 18 de novembro de 1930  | 15 de dezembro de 1930                          | Prefeito nomeado                                                                                         |             |
| 13 | Gregório Phillipi                                                     |                        |                                              | Cargo Vago                          | -                                                | 16 de dezembro de 1930  | 4 de outubro de 1933                            | Prefeito nomeado                                                                                         |             |
| 14 | João Machado Pacheco Júnior                                           |                        |                                              | Cargo Vago                          | -                                                | 5 de outubro de 1933    | 18 de dezembro de 1941                          | Prefeito nomeado                                                                                         |             |
| 15 | Pedro Antônio Mayvorne                                                |                        |                                              | Cargo Vago                          | -                                                | 19 de dezembro de 1941  | 12 de fevereiro de 1945                         | Prefeito nomeado                                                                                         |             |
| 16 | Antônio Policarpo Philippi                                            |                        | UDN                                          | Cargo Vago                          | -                                                | 13 de fevereiro de 1945 | 30 de janeiro de 1947                           | Prefeito nomeado                                                                                         |             |
| 17 | Arnoldo Sousa                                                         |                        |                                              | Cargo Vago                          | -                                                | 31 de janeiro de 1947   | 30 de janeiro de 1951                           | Prefeito eleito                                                                                          |             |
| 18 | Silvestre Philippi                                                    |                        | União Democrática Nacional UDN               | Cargo Vago                          | -                                                | 31 de janeiro de 1951   | 28 de dezembro de 1954                          | Prefeito eleito renunciou o mandato                                                                      |             |
| 19 | Gentil Silvestre Sandin                                               |                        | Partido Social Democrático PSD               | Cargo Vago                          | -                                                | 28 de dezembro de 1954  | 30 de janeiro de 1956                           | Presidente da Câmara                                                                                     |             |
| 20 | Homero de Miranda Gomes                                               |                        | União Democrática Nacional UDN               | Cargo Vago                          | -                                                | 31 de janeiro de 1956   | 30 de janeiro de 1961                           | Prefeito eleito                                                                                          |             |
| 21 | João Adalgísio Philippi                                               |                        | União Democrática Nacional UDN               | Cargo Vago                          | -                                                | 31 de janeiro de 1961   | 25 de janeiro de 1966                           | Prefeito eleito                                                                                          |             |
| 22 | Cândido Amaro Damásio                                                 |                        | União Democrática Nacional UDN               | Cargo Vago                          | -                                                | 26 de janeiro de 1966   | 30 de janeiro de 1970                           | Prefeito eleito                                                                                          |             |
| 23 | Germano João Vieira                                                   |                        | Aliança Renovadora Nacional ARENA            | Victorino Osvaldino Stahelin        | Aliança Renovadora Nacional ARENA                | 31 de janeiro de 1970   | 30 de janeiro de 1973                           | Prefeito e vice eleitos em sufrágio universal                                                            | [ 2 ]       |
| 24 | Arnaldo Mainchein de Souza                                            |                        | Aliança Renovadora Nacional ARENA            | Sebastião Furtado Pereira           | Aliança Renovadora Nacional ARENA                | 31 de janeiro de 1973   | 31 de janeiro de 1977                           | Prefeito e vice eleitos em sufrágio universal                                                            |             |
| 25 | Geci Dorval Macedo Thives                                             |                        | Aliança Renovadora Nacional ARENA            | Valdir Assis Kretzer                | Aliança Renovadora Nacional ARENA                | 1º de fevereiro de 1977 | 3 de abril de 1982                              | Prefeito e vice eleitos em sufrágio universal                                                            |             |
| 26 | Constâncio Krummel Maciel                                             |                        | Partido Democrático Social PDS               | —                                   |                                                  | 4 de abril de 1982      | 31 de janeiro de 1983                           | Prefeito eleito                                                                                          |             |
| 27 | Germano João Vieira                                                   |                        | Partido Democrático Social PDS               | Marli Terezinha Marçal              | Partido Democrático Social PDS                   | 1º de fevereiro de 1983 | 31 de dezembro de 1988                          | Prefeito e vice eleitos em sufrágio universal                                                            | [ 2 ]       |
| 28 | Diocélis João Vieira                                                  |                        | Partido da Frente Liberal PFL                | Carlos Alberto Mafra Tabalipa       | Partido da Frente Liberal PFL                    | 1º de janeiro de 1989   | 31 de dezembro de 1992                          | Prefeito e vice eleitos em sufrágio universal                                                            |             |
| 29 | Germano João Vieira                                                   |                        | Partido da Frente Liberal PFL                | Gervásio Silva                      | Partido da Frente Liberal PFL                    | 1º de janeiro de 1993   | 24 de setembro de 1993                          | Prefeito e vice eleitos em sufrágio universal                                                            | [ 2 ] [ 3 ] |
| 30 | Gervásio Silva                                                        |                        | Partido da Frente Liberal PFL                | Cargo Vago                          | -                                                | 24 de setembro de 1993  | 31 de dezembro de 1996                          | Vice-prefeito eleito no cargo de titular, assumiu após o titular ser alvo de um processo de impeachment. | [ 4 ] [ 3 ] |
| 31 | Dário Elias Berger                                                    |                        | Partido da Frente Liberal PFL                | Lauro Guesser                       | Partido da Frente Liberal PFL                    | 1º de janeiro de 1997   | 31 de dezembro de 2000                          | Prefeito e vice eleitos em sufrágio universal                                                            | [ 5 ]       |
| 31 | Dário Elias Berger                                                    | Vanildo Macedo         | Partido da Frente Liberal PFL                | Partido Progressista Brasileiro PPB | 1º de janeiro de 2001                            | 31 de março de 2004     | Prefeito reeleito e vice eleito                 | [ 6 ] |             |
| 32 | Vanildo Macedo                                                        |                        | Partido da Social Democracia Brasileira PSDB | Cargo Vago                          | -                                                | 31 de março de 2004     | 31 de dezembro de 2004                          | Vice-prefeito eleito no cargo de titular                                                                 | [ 7 ]       |
| 33 | Fernando Melquíades Elias                                             |                        | Partido da Social Democracia Brasileira PSDB | Valdemar Antônio Schmidt            | Partido do Movimento Democrático Brasileiro PMDB | 1º de janeiro de 2005   | 31 de dezembro de 2008                          | Prefeito e vice eleitos em sufrágio universal                                                            |             |
| 34 | Djalma Vando Berger                                                   |                        | Partido Socialista Brasileiro PSB            | Telmo Pedro Vieira                  | Partido Democrático Trabalhista PDT              | 1º de janeiro de 2009   | 31 de dezembro de 2012                          | Prefeito e vice eleitos em sufrágio universal                                                            | [ 8 ]       |
| 35 | Adeliana Dal Pont                                                     |                        | Partido Social Democrático PSD               | José Natal Pereira                  | Partido da Social Democracia Brasileira PSDB     | 1º de janeiro de 2013   | 31 de dezembro de 2016                          | Prefeita e vice eleitos em sufrágio universal                                                            | [ 9 ]       |
| 35 | Adeliana Dal Pont                                                     | Neri Osvaldo do Amaral | Partido Social Democrático PSD               | Partido Socialista Brasileiro PSB   | 1º de janeiro de 2017                            | 31 de dezembro de 2020  | Prefeita reeleita e vice eleito                 | [ 10 ] [ 11 ]                                                                                            |             |
| 36 | Orvino Coelho de Ávila                                                |                        | Partido Social Democrático PSD               | Michel Schlemper                    | Movimento Democrático Brasileiro MDB             | 1º de janeiro de 2021   | 31 de dezembro de 2024                          | Prefeito e vice eleitos em sufrágio universal                                                            | [ 12 ]      |
| 36 | Orvino Coelho de Ávila                                                | 1° de janeiro de 2025  | Partido Social Democrático PSD               | Michel Schlemper                    | Movimento Democrático Brasileiro MDB             | Atual                   | Prefeito e vice reeleitos em sufrágio universal | [ 13 ] [ 14 ]                                                                                            |             |

## Pleitos
- Eleição municipal de São José em 1992
- Eleição municipal de São José em 1996
- Eleição municipal de São José em 2000
- Eleição municipal de São José em 2004
- Eleição municipal de São José em 2008
- Eleição municipal de São José em 2012
- Eleição municipal de São José em 2016
- Eleição municipal de São José em 2020
- Eleição municipal de São José em 2024